# Генрик І Бородатий
Генрик І Бородатий (пол. Henryk I Brodaty; бл. 1165 — 19 березня 1238) — верховний польський князь у 1232-1238 роках, князь Сілезії у 1201—1238 роках.
Був нащадком Великих князів Київської Русі Ярослава Мудрого та Володимира Великого.

## Життєпис

### Герцог Сілезії
Генрик І походив з польської династії П'ястів. Був п'ятим сином Болеслава I Високого та Христини, доньки Беренгара фон Зульцбаха. У нього було мало шансів отримати якісь володіння й титул князя (герцога) Сілезії. Але передчасна смерть всіх старших братів призвела до того, що Генрик став спадкоємцем батька у 1190 році. Того ж року уклав шлюб з представницею роду Андексів. У 1201 році, після смерті батька, став герцогом Сілезії.
Його стрийко 1202 року Мєшко Кривоногий спробував захопити Ополе, але на боці Генрика виступила церква, і він того ж року зумів повернути Опольське князівство, заплативши стрийкові відкуп у 1000 срібних монет.
У 1202 році, після смерті верховного князя Мєшка III Старого, герцог Генрик став активно втручатися в загальнопольські справи. Генрик І Бородатий певний час намагався дотримуватися нейтралітету, але більше симпатизував Лешекові Білому, Конрадові Мазовецькому, Владиславові Одоничу, які протистояли Владиславові III Тонконогому.
Незабаром він був змушений змінити свою позицію. У 1206 році вигнаний з Кракова, Владислав III Тонконогий запропонував Генріку I обміняти сілезьке князівство Любуську на Каліську у Великій Польщі. Генрик І Бородатий погодився, що ще більш ускладнило ситуацію, оскільки на Каліш претендував Владислав Одонич. Останній звернувся за підтримкою до гнєзненського архієпископа Генрика Кетлича, в результаті чого Владислав III Тонконогий вигнав з Польщі їх обох. Генрик I надав притулок вигнанцям, в тому числі допоміг Олоничу Каліш, проте його милість тривала не довго, поки останній не відновив батьківській спадок.
У 1207 році Генрика І намагалися втягнути у конфлікт, що розгортався в Священній Римській імперії між Гогенштауфенами і Вельфами. Втім Генрік І Бородатий вирішив не втручатися у цю "брудну справу".
У 1210 році Папа римський Іннокентій III видав буллу, яка проголошувала Генрика I головним серед польських князів. Для того, щоб розібратися в заплутаній ситуації, П'ясти зібралися на з'їзд у Борзикові. Але Мешко Кривоногий раптово захопив Краків. Після смерті останнього у 1211 році старшинство перейшло до Генріка І, проте той відмовився від верховенства на користь Лешека Білого, оскільки з 1209 року вів війну з Конрадом II Лужицьким. Протягом 1209—1210 років Генрик І втратив, однак відносно швидко повернув Любуське князівство. Генрик І воював за цю частину Сілезії аж до 1230 року.

### Походи проти пруссів
У 1217—1218 роках на з'їздах у Данкові і Сандовелі Генрик I уклав союзи з Лешеком I Білим та Владиславом III Тонконогим. Пізніше до них приєднався Конрад I Мазовецький. Метою цього союзу була організація хрестових походів проти язичників-пруссів. Проте попри витрачені зусилля, походи 1222—1223 років не мали значного успіху. За ініціативи Генрика I та Конрада I вирішено запросити до Польщі німецьких лицарів-хрестоносців, що й було зроблено в 1226 році.

### Боротьба за Краків
У 1225 році Людвиг IV, ландграф Тюрингії, захопив Любуське князівство. За цих обставин Генрік І Бородатий був вимушений відволікатися від проведення внутрішньої політики на користь відвоювання Любуського князівства. Лише у 1230 році Генрік Распе відмовився від цих земель на користь магдебурзького архієпископа Адальберта I Кефернбурга. З останнім Генрік I зумів домовитися щодо збереження Любуші за собою. Крім того,  у 1226 році відвоював фортецю Цединя у князя Браніма I Померанського.
Генрік І Бородатий був присутній на з'їзді князів у ґміні Ґонсава в 1227 році, під час якого в результаті раптового нападу Святоплука II - герцога Померанського, було вбито Лешека Білого, а Генріка І важко поранено. В цей час у Генріка I знову з'явилася можливість опанувати Краковом і Малою Польщею, але знать воліла бачити князем Владислава III, якого було обрано у 1228 році у Вісліці.
Через складну ситуацію у Великій Польщі Владислав Тонконогий був змушений покинути Краків, залишивши там Генріка I як намісника. Останній обіцяв військову підтримку Владиславу III в боротьбі проти Владислава Одонича в обмін на визнання Генріка І спадкоємцем Великопольського князівства.
Таким чином Генрік I опинився втягнутим у війну з Конрадом I Мазовецьким, який вважав свої права на Краків більш обґрунтованими. Спочатку герцог Сілезії зумів відбити напад супротивника, здобувши перемогу у битвах при Меджибожем, Скала і Вроцеріжі. Але потім у нього виник конфлікт з місцевою знаттю, яка вважала, що Генрік І Бородатий має намір приєднати Краків до Сілезії. Прагнучи розв'язати конфлікт, в 1229 році Генрік І домовився з Конрадом I про зустріч в Спитковіце. Але тут Генріка I було підступно схоплено і ув'язнено в замку Плоцька, а Конрад Мазовецький захопив Краків.
Син Генріка І — Генрік Побожний — став готувати похід на Малу Польщу. Водночас Ядвіга, дружина Генріка, провела переговори з Конрадом Мазовецьким, намагаючись переконати останнього у тому, що той втратив своє обличчя перед усією Європою, тому для повернення свого морального обліку необхідно звільнити її чоловіка, а Генрик І за своє звільнення відмовиться від претензій на Краків. Конрад погодився після того як Генрік I Бородатий дав відповідну присягу. Пізніше Папа римський звільнив його від неї, так як ця присяга була здійснена під примусом.
Генрік І Бородатий продовжив боротьбу проти Конрада Мазовецького. Після смерті в 1231 році бездітного Владислава III Тонконогого,  права Генріка Бородатого на верховну владу збільшилися. Водночас йому вдалося отримати опіку над малолітніми синами двоюрідного брата Казимира, ставши їх регентом в Опольському князівстві. При цьому на бік герцога Сілезії перейшов впливовий рід Грифітів. Вдова Лешека Білого, Гриміслава, побоюючись за долю сина, воліла довіряти не Конраду Мазовецькому, а Генріку I.

## Верховний князь

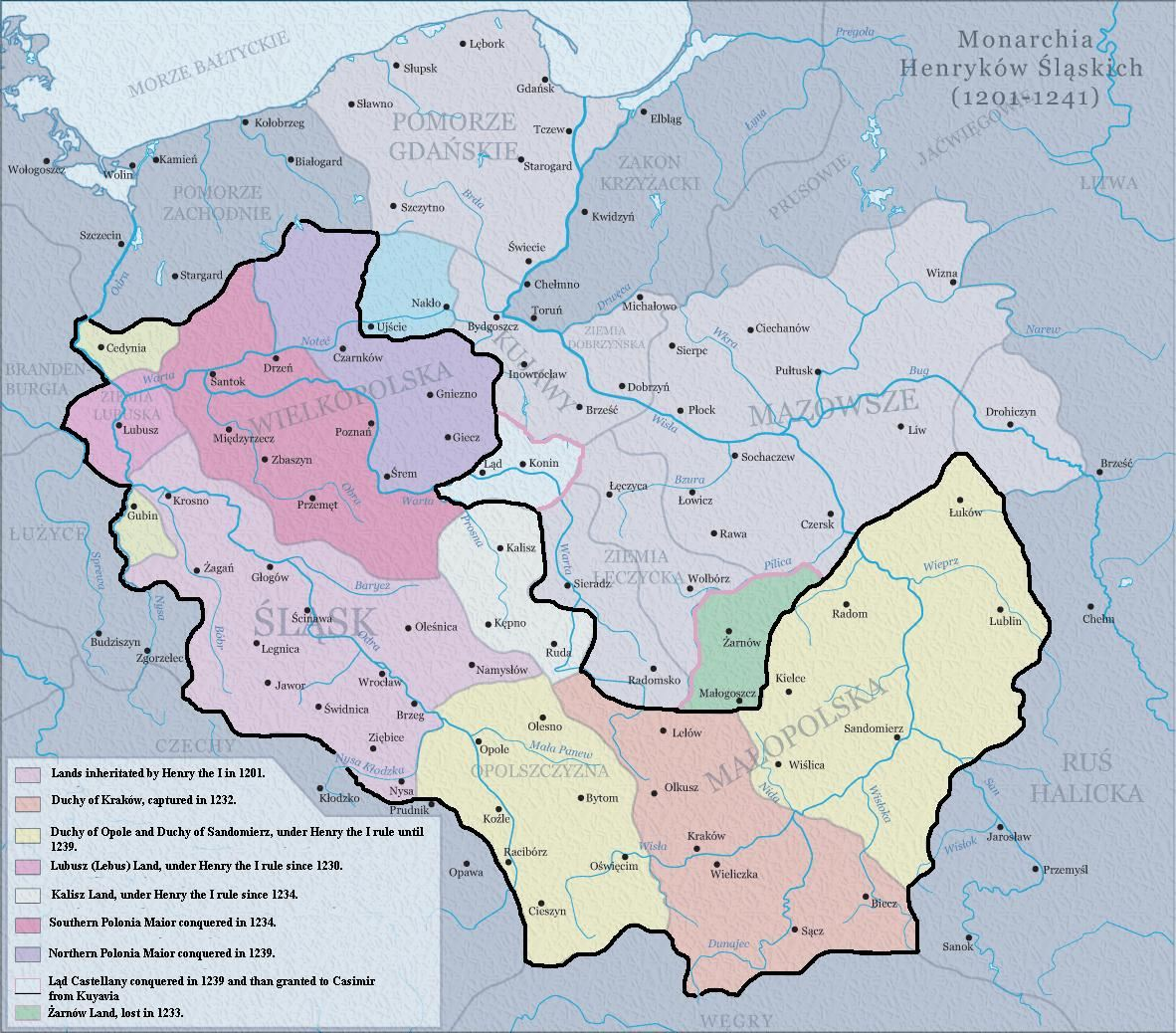
Володіння Генріка I Бородатого

У 1232 році Конрада I було вигнано з Кракова, а на його місце запрошено Генріка Бородатого. У 1233 році в Холмі за посередництва Данила Романовича, князя Галицького, він з Конрадом I Мазовецьким підписали угоду, за якою останній визнавав Генрика I князем Кракова і верховним князем Польщі в обмін на відмову від претензій на Ленчицьку і Серадзьку землі. Генріка Бородатого також було визнано регентом Сандомирського князівства при малолітньому Болеславі.
Зміцнивши свої позиції в Кракові та Малій Польщі, Генрік I зміг зосередитися на завоюванні Великої Польщі. Незважаючи на заповіт Владислава III Тонконогого, після його смерті владу там захопив Владислав Одонич. Військова кампанія проти останнього у 1232 році зазнала невдачі через непідтримку сілезької шляхти і католицької церкви. Військова кампанія 1234 року була більш успішною. Одонич був змушений поступитися половиною своїх земель від Калиша до Познані, які Генрік I віддав у спадок синові Генріку Побожному. Для зміцнення позицій в Сілезії Генрік Бородатий віддав небожам Мєшко і Владиславу Велюнську землю в обмін на Опольське князівство. В 1235 році відвоював Срем, перемігши Депольта II Пржемисловича.
Захопивши половину Великої Польщі, Генрік I став наймогутнішим представником династії П'ястів. Пізніші історики навіть титулували його королем Польщі, хоча це не відповідало істині.
У 1234 році Генрік I прийняв титул князя Сілезії і Кракова, а своєму синові Генріку дав титул князя Сілезії та Великої Польщі. Він також уклав угоду з малопольською знаттю стосовно передачі краківського престолу у спадок. У 1235 році очолив коаліцію польських князів, до якої долучились померанські князі та Тевтонський орден. Дію було спрямовано проти язичників-пруссів. Внаслідок походу спустошена значна частина Пруссії, а у вирішальній битві загинуло 5 тисяч ворогів.
Деякий час Генрік Бородатий обмірковував думку щодо коронації сина королем Польщі, для чого він вступив в переговори з імператором Фрідріхом II Гогенштауфеном. Втім конфлікт з церквою зруйнував його плани.
Генрік Бородатий помер в 1238 році в Кросно-Оджанське, його було поховано в цистерціанському монастирі в Тшебніці, заснованому ним самим у 1202 році.

## Родина
Дружина —Ядвіґа Сілезька, донька Бертольда IV Андекса, маркграфа Істрії та Карніоля.
Діти:
- Болеслав (1191—1206/1208)
- Генрих (1196—1241), герцог Сілезії та верховний князь 1238—1241 років
- Конрад (1298—1213)
- Владислав (1208—1214/1217)
- Агнеса (1190—1214)
- Софія (1200—1214)
- Гертруда (1200—1268), абатиса монастиря в Требніце.

## Родовід
Генрик І веде свій родовід, в тому числі, й від Великих князів Київських Ярослава Мудрого та Святополка Ізяславича.